# Famo (motorfietsenmerk)
Famo is een Duits historisch merk van motorfietsen.
De firmanaam was: Ernst Burckhardt GmbH, München.
Famo was een van de honderden Duitse merken die in 1923, tijdens de "motorboom" van na de Eerste Wereldoorlog, begonnen met de productie van motorfietsen. Er was in het naoorlogse Duitsland wel vraag naar lichte, goedkope vervoermiddelen, maar de concurrentie van zoveel bedrijven was enorm. In 1925 verdwenen er al ruim 150 van deze merken, maar Famo produceerde zijn eenvoudige 127cc-tweetaktmotoren tot in 1926.